# رسم شجري

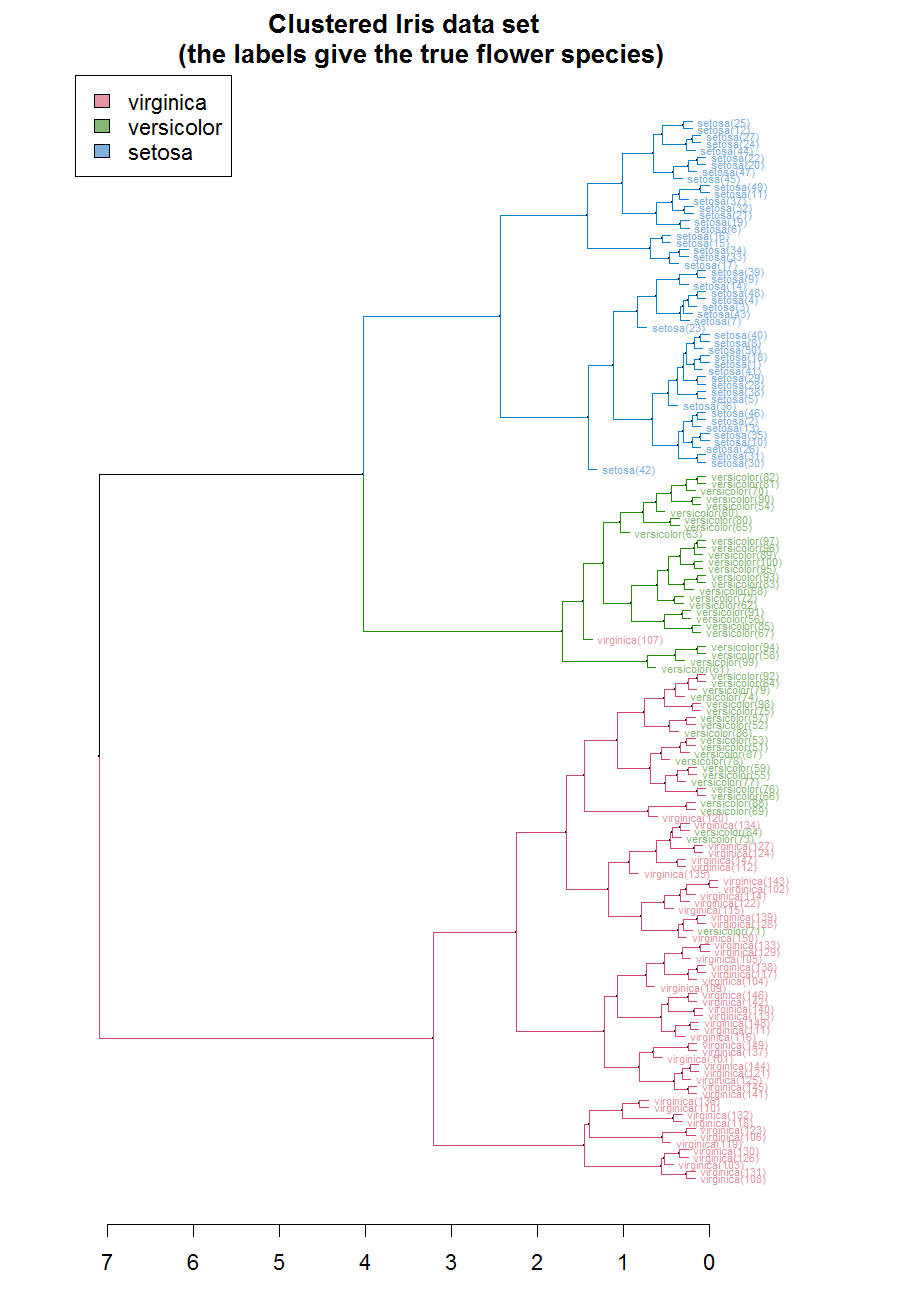
رسم شجري لتكتل هرمي لمجموعة بيانات فيشر (باستخدام آر). المصدر

الرسم الشجري أو الرسم التخطيطي التفرعي (بالإنجليزية: Dendrogram)‏، هو رسم تخطيطي شجري بتفرعات تُبين العلاقات بين أفراد مجموعة؛ يستخدم في النظاميات الرقمية. ويستخدم بشكل متكرر لتوضيح ترتيب العناقيد الناتجة عن العناقيد الهرمية. غالبًا ما تُستخدم الرسومات الشجرية في علم الأحياء الحاسوبي لتوضيح تجميع الجينات أو العينات. كما يُستخدم كذلك في المخطط الحراري.